# Оттава (округ, Канзас)
О́ттава (англ. Ottawa County) — округ в штате Канзас, США. Официально образован 27 февраля 1860 года. По состоянию на 2010 год, численность населения составляла 6 091 человека.

## География
По данным Бюро переписи США, общая площадь округа равняется 1 869,723 км2, из которых 1 867,677 км2 суша и 0,790 км2 или 0,110 % это водоёмы.

## Население
По данным переписи населения 2000 года в округе проживает 6 163 жителей в составе 2 430 домашних хозяйств и 1 718 семей. Плотность населения составляет 3,00 человек на км2. На территории округа насчитывается 2 755 жилых строений, при плотности застройки около 1,00-ти строений на км2. Расовый состав населения: белые — 97,53 %, афроамериканцы — 0,54 %, коренные американцы (индейцы) — 0,37 %, азиаты — 0,13 %, гавайцы — 0,02 %, представители других рас — 0,32 %, представители двух или более рас — 1,09 %. Испаноязычные составляли 1,30 % населения независимо от расы.
В составе 31,60 % из общего числа домашних хозяйств проживают дети в возрасте до 18 лет, 61,40 % домашних хозяйств представляют собой супружеские пары проживающие вместе, 6,30 % домашних хозяйств представляют собой одиноких женщин без супруга, 29,30 % домашних хозяйств не имеют отношения к семьям, 25,70 % домашних хозяйств состоят из одного человека, 13,40 % домашних хозяйств состоят из престарелых (65 лет и старше), проживающих в одиночестве. Средний размер домашнего хозяйства составляет 2,46 человека, и средний размер семьи 2,96 человека.
Возрастной состав округа: 25,70 % моложе 18 лет, 5,80 % от 18 до 24, 26,70 % от 25 до 44, 24,20 % от 45 до 64 и 24,20 % от 65 и старше. Средний возраст жителя округа 40 лет. На каждые 100 женщин приходится 99,90 мужчин. На каждые 100 женщин старше 18 лет приходится 95,90 мужчин.
Средний доход на домохозяйство в округе составлял 38 009 USD, на семью — 46 033 USD. Среднестатистический заработок мужчины был 30 761 USD против 21 380 USD для женщины. Доход на душу населения составлял 17 663 USD. Около 5,10 % семей и 8,60 % общего населения находились ниже черты бедности, в том числе — 8,80 % молодежи (тех, кому ещё не исполнилось 18 лет) и 11,70 % тех, кому было уже больше 65 лет.